# João de Espregueira Mendes
João de Espregueira Mendes (Viana do Castelo, 1901 - Porto, 24 de Maio de 1962) foi um médico e político português. Destacou-se pela sua carreira nas áreas da ortopedia e traumatologia.

## Biografia

### Nascimento e formação
Nasceu em 1901, na cidade de Viana do Castelo.
Em 1926, João de Espregueira Mendes terminou um estágio no Instituto Ortopédico Rizzoli, da Universidade de Bolonha, tendo sido influenciado pelo médico Vittorio Putti a trocar ginecologia por ortopedia, então uma nova área da medicina.

### Carreira política e profissional
Iniciou a sua carreira como médico nesse mesmo ano, tendo montado um consultório no n.º 100 da Rua Cândido dos Reis, na cidade do Porto, num edifício histórico planeado pelo arquitecto Marques da Silva. Nesse ficaram sobre a sua supervisão oito camas de ortopedia, no Hospital de Santo António, igualmente na cidade do Porto. Até 1956, exerceu como regente do curso de ortopedia na Faculdade de Medicina, nas instalações do Hospital de Santo António. Exerceu como presidente da Junta Distrital do Porto até ao seu falecimento, da Junta Provincial do Douro, e do Instituto Maternal do Norte, nas décadas de 1940 e 1960. No Instituto Maternal, teve uma posição de grande importância na área da saúde materna e infantil, tendo sido igualmente delegado daquela associação até ao seu falecimento. Também foi presidente da Sociedade Portuguesa de Ortopedia e Traumatologia entre 1960 e 1961, e director da Maternidade Júlio Dinis até ao seu falecimento, durante um período de cerca de catorze anos. Fez parte de várias instituições científicas nacionais e no estrangeiro, tendo participado em várias conferências e congressos de carácter científico.
João de Espregueira Mendes esteve envolvido no chamado Milagre de São João de Brito, quando foi visitado por um rapaz de nove anos, Joaquim, que sofria de tuberculose destrutiva no osso do calcanhar. Depois de ter sido informada que a medicina nada poderia fazer pelo paciente, a mãe colocou uma imagem do beato João de Brito debaixo do travesseiro de Joaquim. Alguns meses depois, o rapaz regressou ao consultório com evidentes sinais de boa saúde, tendo sido feita uma radiografia, onde se verificou que a doença tinha desaparecido de forma espontânea. Este milagre serviu posteriormente como uma das provas para a canonização de João de Brito por parte do Vaticano.
Serviu como vereador na Câmara Municipal do Porto, à qual presidiu entre 13 de Agosto de 1942 e 12 de Novembro de 1942.

### Falecimento
Faleceu em 24 de Maio de 1962, na cidade do Porto.

## Homenagens
Em 16 de Dezembro de 2016, foi organizada uma sessão de homenagem à família Espregueira Mendes no Museu do Futebol Clube do Porto, durante a qual foi anunciada a criação de uma sala de arte, o Espaço João Espregueira Mendes, que deveria ser inaugurada em 2017.